# Richard Quest

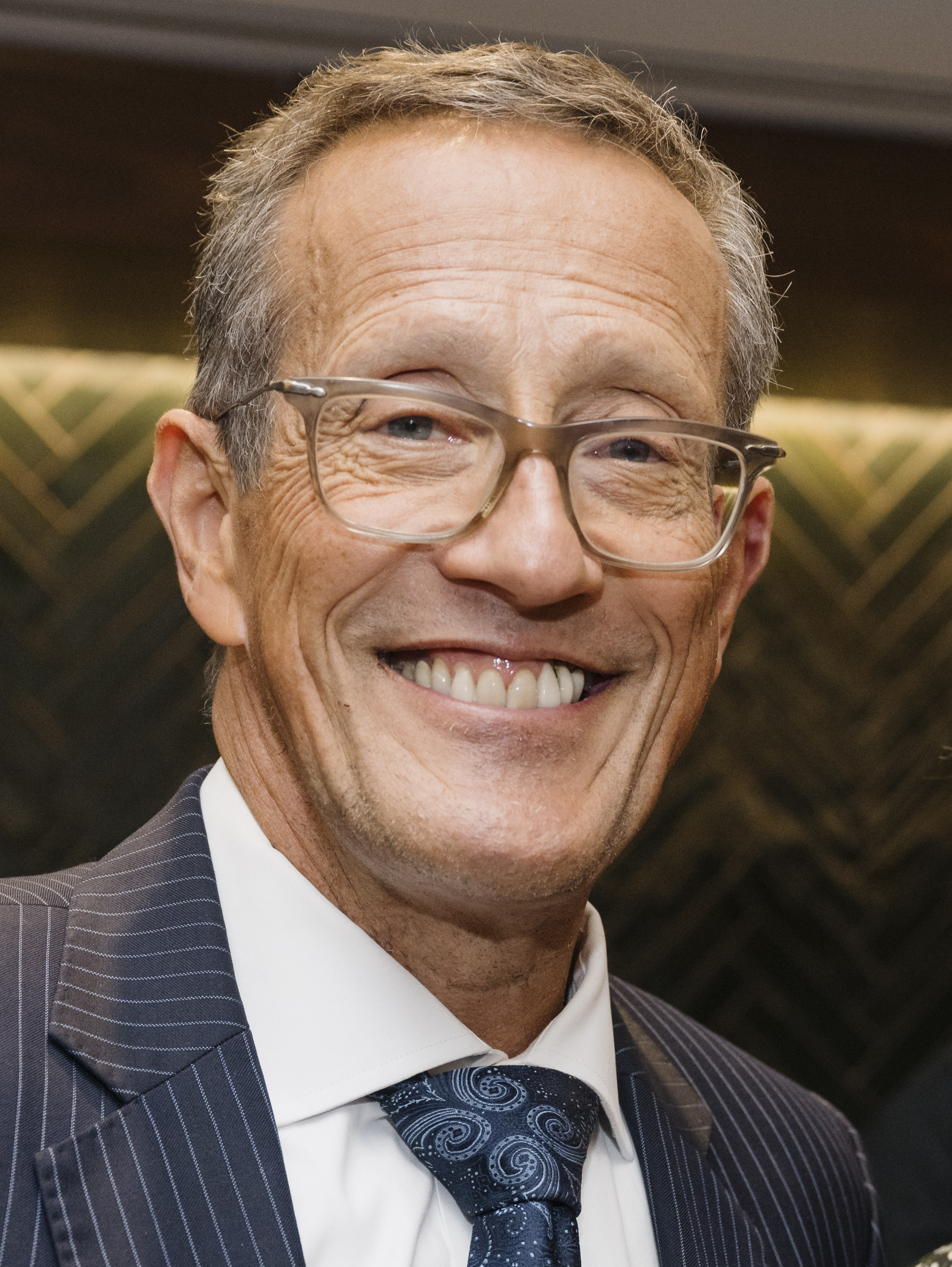
Richard Quest (2024)

Richard Quest (* 9. März 1962 in Liverpool) ist ein britischer Nachrichtenmoderator bei CNN International.
Bevor Quest 1985 ein Praktikum in der Nachrichtenredaktion der BBC begann, studierte er mit mäßiger Begeisterung Jura. Seit 2001 arbeitet er als Börsenberichterstatter und Nachrichtensprecher bei CNN. Mit seiner monatlichen Sendung Business Traveller ist er zu einem der beliebtesten Anchormen des Nachrichtensenders aufgestiegen und gibt humorvolle Tipps für Geschäftsreisende. Eine weitere monatliche Sendung mit Richard Quest auf CNN International war Quest (bis 2008). Seine Markenzeichen sind unter anderem seine markante "reibeisenhafte" Stimme und sein britischer Akzent auf einem amerikanischen Sender. Ein Jobangebot des englischsprachigen arabischen Senders Al-Dschasira lehnte er ab, weil er sich als Jude und Homosexueller dort fehl am Platze vorkomme. Am 19. April 2008 wurde er im Central Park mit einer geringen Menge Crystal Meth verhaftet und arbeitet nach einer gerichtlich auferlegten Drogenberatung wieder für CNN.
Neben Business Traveller moderiert Richard Quest seit Anfang 2009 die werktägliche Wirtschaftssendung Quest means Business, wobei er allerdings häufig von Kollegen vertreten wird, da er wie die meisten CNN-Moderatoren auch als Auslandskorrespondent arbeitet. Aufgrund seiner beiden Formate gilt er bei CNN als Experte für die Luftfahrtindustrie und das Börsengeschehen und steht bei aktuellen Ereignissen regelmäßig als Interviewpartner in anderen Formaten zur Verfügung.
Richard Quest hat sich eingehend mit dem Verschwinden von Malaysia-Airlines-Flug 370 beschäftigt. Er führte sehr viele Interviews zu dem Thema in seinen Sendungen und veröffentlichte auch ein Buch darüber.